# هنريك هولم (لاعب هوكي جليد)
هنريك هولم (بالنرويجية البوكمول: Henrik Holm)‏ هو لاعب هوكي جليد نرويجي، ولد في 6 سبتمبر 1990 في فريدريكستاد في النرويج.

## وصلات خارجية
- هنريك هولم على موقع EliteProspects.com (الإنجليزية)
- هنريك هولم على موقع Eurohockey.com (الإنجليزية)
- هنريك هولم على موقع أوليمبيديا (الإنجليزية)